# Світова вежа (Сідней)
Світова вежа (англ. World Tower) — хмарочос в Сіднеї, Австралія. Висота 73-поверхового будинку становить 230 метрів. Будівництво було розпочато в 2001 і завершено в 2004 році.